# Uromunna reynoldsi
Uromunna reynoldsi is een pissebed uit de familie Munnidae. De wetenschappelijke naam van de soort is voor het eerst geldig gepubliceerd in 1966 door Dirk Frankenberg & Robert J. Menzies.